# Manuel Quintana
Manuel Pedro Quintana (Buenos Aires, 19 de octubre de 1835 - 12 de marzo de 1906) fue un abogado, político y estadista argentino, presidente de la Nación Argentina entre el 12 de octubre de 1904 hasta su fallecimiento el 12 de marzo de 1906, aunque el 25 de enero ya había solicitado licencia por enfermedad, delegando el mando en su vicepresidente José Figueroa Alcorta.

## Biografía
Hijo de Eladio de la Quintana y Uzín, y María Manuela Bernardina Sáenz de Gaona y Álzaga.
Según el genealogista Narciso Binayán Carmona, era descendiente del conquistador, explorador y colonizador español Domingo Martínez de Irala (1509-1556); sus antepasados tenían un remoto origen mestizo guaraní, que compartía con muchos próceres de la época de la Independencia y con grandes personajes paraguayos y argentinos.
Se recibió de abogado en la Universidad de Buenos Aires en 1855 a los veinte años de edad y dos años más tarde iba a dirigir la cátedra de Derecho civil de la misma casa de estudios. El 14 de diciembre de 1861 contrajo matrimonio en la Iglesia de San Nicolás de Bari, en Buenos Aires, con María del Carmen Susana Rodríguez Viana, nacida el 9 de julio de 1843 en Asunción del Paraguay, fallecida el 5 de mayo de 1930 en Buenos Aires, hija de Ramón de la Paz Rodríguez y Francisca Carlota Viana de la Mora, y tuvieron diez hijos.

### Carrera política
Participó en política desde su juventud y en el año 1860 fue elegido diputado de la legislatura de la Provincia de Buenos Aires, por el partido de Bartolomé Mitre. Posteriormente, se pasó al Partido Autonomista de Adolfo Alsina para oponerse al proyecto de Mitre de nombrar Capital de la República a la Ciudad de Buenos Aires.
En el año 1862, fue elegido diputado nacional por la provincia de Buenos Aires y presentó un proyecto de ley para nombrar a la Ciudad de Rosario como capital de la nación, el cual sería aprobado pero vetado por el poder ejecutivo. En 1870 fue elegido senador nacional y en 1871 el presidente Sarmiento lo envió a Asunción del Paraguay a negociar el tratado de paz que puso fin a la Guerra de la Triple Alianza contra el Paraguay.
En 1873 Manuel Quintana se presentó como candidato en las elecciones presidenciales para suceder a Sarmiento a partir de 1874, pero perdió con Nicolás Avellaneda. En 1877 ocupó el rectorado de la Universidad de Buenos Aires hasta el año 1881 en que terminó su mandato.

### Quintana propone a Inglaterra bombardear a Rosario
En 1876 se produjo un incidente entre el gobierno de Santa Fe, en ese entonces a cargo de Servando Bayo, y la sucursal del Banco de Londres en Rosario, por no haber acatado ésta la ley que ordenaba la conversión a oro de todas las emisiones de papel moneda realizadas por el gobierno de la provincia.
A raíz de esta situación se ordenó la detención del gerente de la sucursal y la intervención de la misma. Quintana era senador nacional y el asesor legal del banco al momento de la crisis, y no dudó en renunciar a su banca por “razones de salud”. Sin embargo, Quintana viajó a Londres, donde propuso al gobierno de Gran Bretaña el bombardeo de la ciudad de Rosario si el gobierno de Santa Fe no dejaba sin efecto la intervención del banco.
Estanislao Zeballos, testigo presencial del incidente, relata lo que ocurrió luego:

Apenas el abogado Manuel Quintana anunció en forma intimidatoria la presencia de una cañonera inglesa en el puerto de Rosario, el canciller, con digna reacción, se puso de pie y se negó a continuar hasta que Quintana se retirase del despacho, no aceptando que un argentino fuese portavoz de una intimidatoria extranjera. La enérgica posición de Bernardo de Irigoyen, Ministro de Relaciones Internacionales del presidente Nicolás Avellaneda detuvo la acción bélica.

### Carrera posterior y elección presidencial
Luego de esta situación, Quintana se radicó por dos años en Europa. A su regreso, se dedicó a la actividad privada como abogado, obteniendo un gran éxito.
Después de la renuncia de Aristóbulo del Valle, tras el fracaso de la Revolución radical de 1893, el presidente Luis Sáenz Peña lo nombró Ministro del Interior. Durante su gestión se intervinieron las provincias de Santa Fe y San Luis, y se declaró el estado de sitio en todo el país. Nuevamente se propuso bombardear la ciudad de Rosario si las tropas populares de esa ciudad, que respondían a Leandro N. Alem, no se rendían. Alem finalmente fue detenido, pero a raíz de esta situación, y luego de una muy dura interpelación en el Congreso Nacional, Quintana debió renunciar a su cargo.
A finales de la segunda presidencia de Julio A. Roca, el Partido Autonomista Nacional estaba dividido en dos facciones: la dirigida por Roca y la que lideraba el expresidente Carlos Pellegrini; por ello Roca buscó la alianza con el partido de Bartolomé Mitre, proponiendo una fórmula de alianza, que llevara como candidato a presidente a un mitrista, Manuel Quintana, acompañado del roquista José Figueroa Alcorta. En las elecciones presidenciales del 10 de abril de 1904, esta fórmula resultó triunfante, y fueron proclamados Presidente y Vicepresidente de la Nación el 12 de junio del mismo año por el colegio electoral. Quintana tenía en ese momento 68 años.

## Presidencia

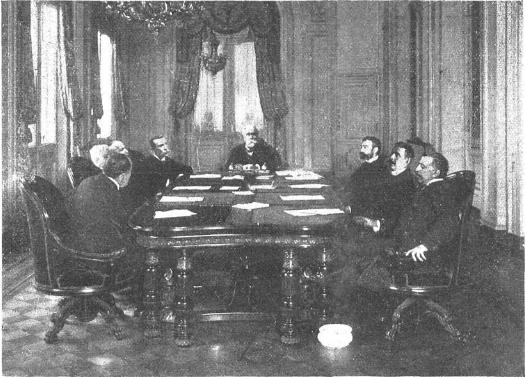
Primera reunión de Gabinete, 17 de octubre de 1904.

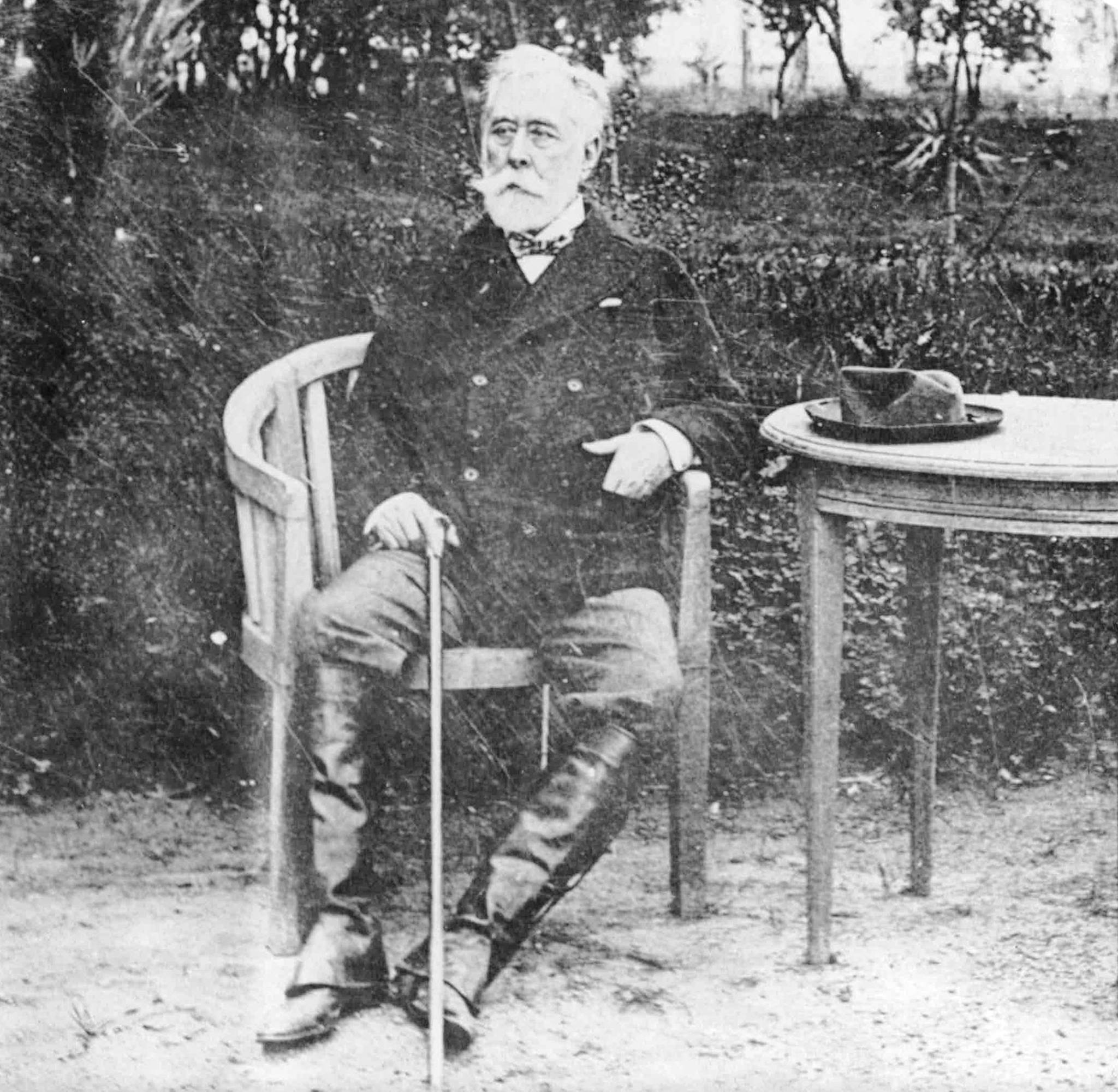
Quintana en su campo, en 1905.

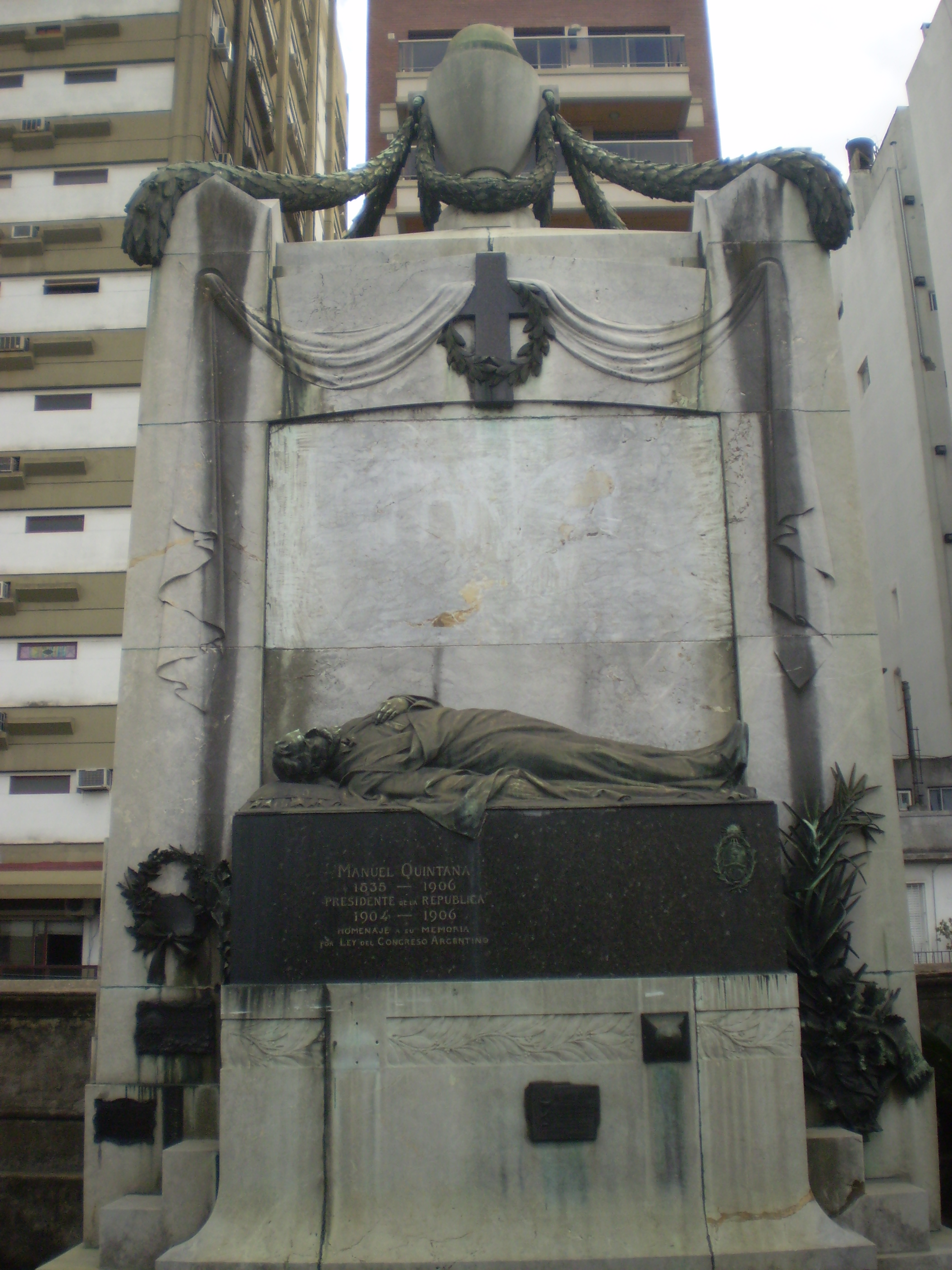
Sepultura de Manuel Quintana en el Cementerio de la Recoleta.

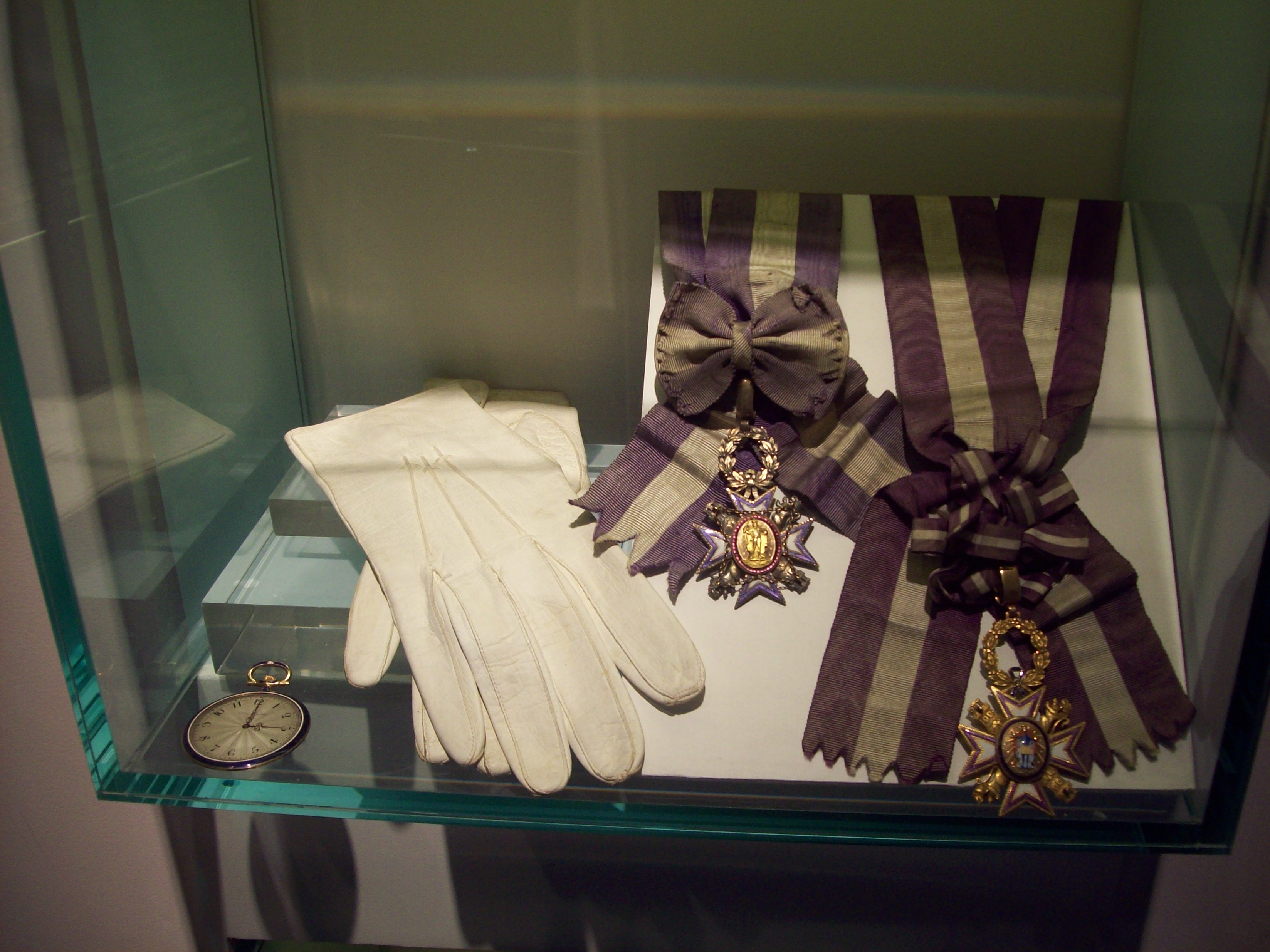
Los guantes blancos y el reloj pertenecieron al presidente Manuel Quintana. La condecoración perteneció a la esposa del presidente José Figueroa Alcorta.

Su presidencia se desarrolla en el ámbito del período denominado la "República liberal" o "República Conservadora", marcado por el gobierno elitista del Partido Autonomista Nacional y el fraude electoral.
El gobierno de Quintana fue una mera continuación de los anteriores: sus políticas exteriores y económicas siguieron los lineamientos de las de Roca; la economía siguió mejorando, impulsada por el aumento del intercambio comercial y se siguió extendiendo la red ferroviaria.
Entre sus gestiones de gobierno cabe destacar la nacionalización de la Universidad de La Plata, la reglamentación del ejercicio de las profesiones liberales, la sanción de la ley de descanso dominical, propuesta por el diputado socialista Alfredo Palacios, y la "Ley Láinez" de creación de escuelas elementales en las provincias.
Quintana no estaba de acuerdo con el sistema uninominal, establecido por la ley electoral de 1901, ya que no se había modificado el sistema de clientelismo ni la presión sobre los votantes. De modo que envió al Congreso un proyecto de ley, proponiendo un padrón único y universal –basado en los registros del servicio militar– y la obligatoriedad del voto. El proyecto original fue tan modificado, que lo único que tuvo en común con el presentado por el presidente fue la eliminación del sistema uninominal; resultó un completo regreso al sistema anterior, con todos sus defectos.
Desde la derrota de 1893, y más aún desde la división entre “bernardistas” y seguidores de Hipólito Yrigoyen, nadie tenía en cuenta seriamente a la Unión Cívica Radical como un partido con posibilidades de acceder al poder. Pero, repentinamente, la UCR reapareció mostrando una organización política y territorial muy superior a la del oficialismo, y una gran decisión revolucionaria, en la revolución radical de 1905, en que estuvieron implicadas varias unidades del Ejército. Estallada el 4 de febrero de ese año, tuvo un éxito relativo en Buenos Aires, Rosario, Córdoba, Bahía Blanca y Mendoza, pero fue rápidamente sofocada.
El estrés sufrido por el presidente durante este conflicto dañó su salud. Como consecuencia, redujo al mínimo su jornada laboral, lo que complicó su gestión de gobierno. El 11 de agosto, Quintana sufrió un atentado contra su vida por parte del anarquista catalán Salvador Planas, quien disparó contra el carruaje que lo transportaba hacia la Casa Rosada. Una falla en el revólver salvó su vida, pero su salud comenzó a deteriorarse rápidamente.
La salud de Quintana continuó empeorando, por lo que el vicepresidente Figueroa Alcorta se hizo cargo permanentemente de la presidencia el 25 de enero de 1906. Quintana se retiró a una finca en el actual barrio de Belgrano, donde murió el 12 de marzo de 1906.
Sus restos descansan en el Cementerio de la Recoleta.
Figuró en el billete de 500 000 australes que circuló durante la hiperinflación en Argentina desde 1989 hasta 1991.